# Liste der Biografien/Forr
Liste der Biografien |
Portal Biografien |
Personensuche
# |
A |
B |
C |
D |
E |
F |
G |
H |
I |
J |
K |
L |
M |
N |
O |
P |
Q |
R |
S |
T |
U |
V |
W |
X |
Y |
Z |
?
 
Fa |
Fe |
Ff |
Fh |
Fi |
Fj |
Fk |
Fl |
Fm |
Fn |
Fo |
Fr |
Ft |
Fu |
Fy
 
Foa |
Fob |
Foc |
Fod |
Foe |
Fof |
Fog |
Foh |
Foi |
Foj |
Fok |
Fol |
Fom |
Fon |
Foo |
Fop |
For |
Fos |
Fot |
Fou |
Fov |
Fow |
Fox |
Foy |
Foz
 
Fora |
Forb |
Forc |
Ford |
Fore |
Forf |
Forg |
Fori |
Forj |
Fork |
Forl |
Form |
Forn |
Foro |
Forq |
Forr |
Fors |
Fort |
Foru |
Forw |
Fory |
Forz
Die Liste der Biografien führt alle Personen auf, die in der deutschsprachigen Wikipedia einen Artikel haben. Dieses ist eine Teilliste mit 79 Einträgen von Personen, deren Namen mit den Buchstaben „Forr“ beginnt.

## Forr

### Forra
- Forrai, Miklós (1913–1998), ungarischer Dirigent und Chorleiter
- Forray, Gilbert (1930–2017), französischer General und Schriftsteller

### Forre
- Forrell, Jacob (1821–1893), deutscher Orgelbauer
- Forrer, Anita (1901–1996), Schweizer Fotografin, Graphologin, Autorennfahrerin
- Forrer, Arnold (* 1978), Schweizer Schwinger
- Forrer, Clara (1868–1950), Schweizer Lyrikerin
- Forrer, Daniel (* 1981), Schweizer Telemarker
- Forrer, Emil (1894–1986), Schweizer Assyriologe, Altertumskundler und Hethitologe
- Forrer, Isabelle (* 1982), Schweizer Volleyball- und Beachvolleyballspielerin
- Forrer, Leonard (1869–1953), schweizerisch-britischer Münzhändler und Numismatiker
- Forrer, Ludwig (1845–1921), Schweizer Politiker (FDP)
- Forrer, Marco (* 1996), Schweizer Eishockeyspieler
- Forrer, Remo (* 2001), Schweizer SängerRemo Forrer (* 2001)

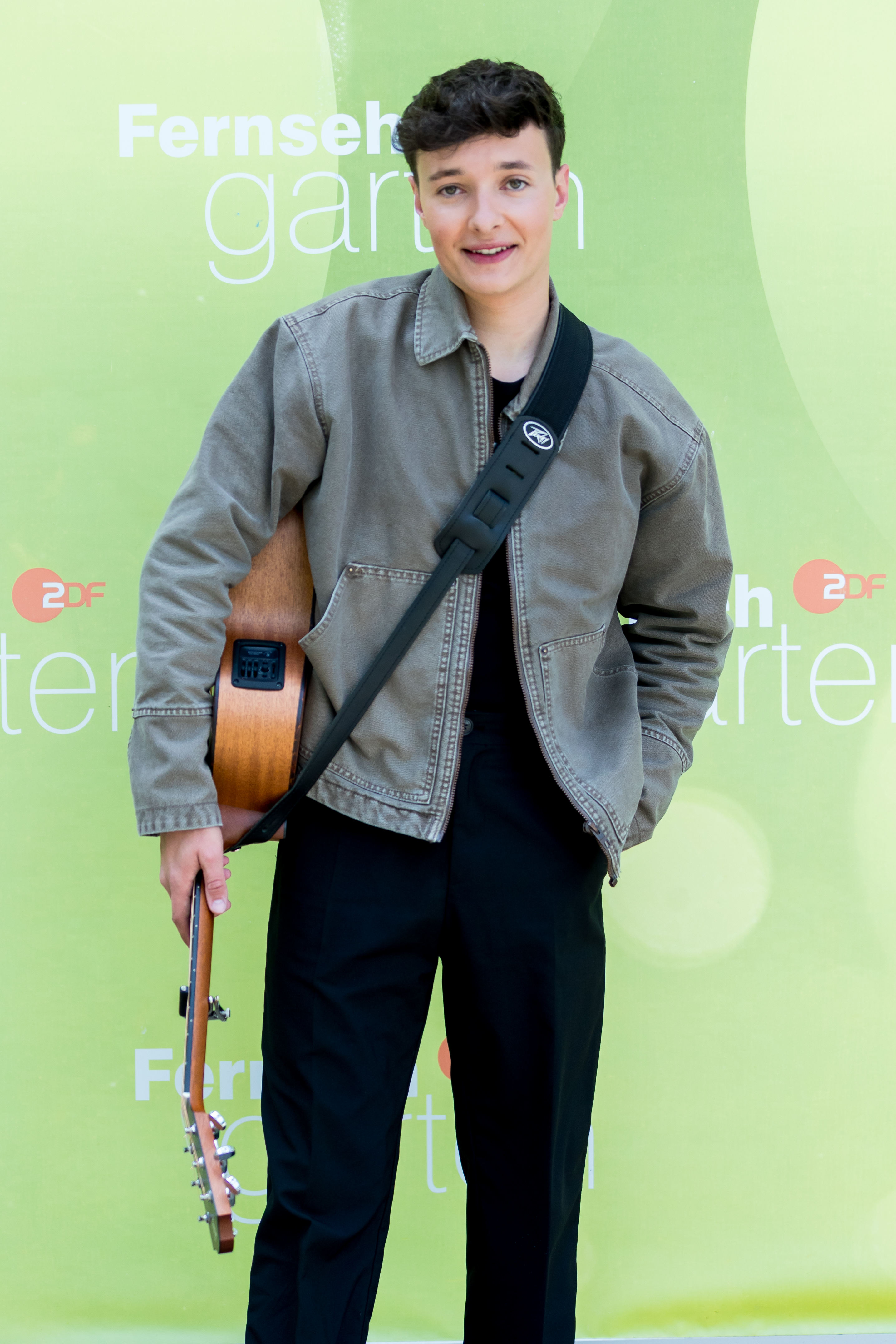
Remo Forrer (* 2001)

- Forrer, Robert (1866–1947), Schweizer Sammler, Kunsthändler, Kunsthistoriker, Archäologe, Museumsdirektor und Denkmalschützer
- Forrer, Robert (1868–1927), Schweizer Politiker (FDP)
- Forrer, Sandro (* 1997), Schweizer Eishockeyspieler
- Forrer, Thomas (* 1972), Schweizer Politiker (GP)
- Forrer, Willi (* 1935), Schweizer Skirennfahrer
- Forrest, Alan (* 1996), schottischer Fußballspieler
- Forrest, Alexander (1849–1901), australischer Entdecker
- Forrest, Andrew (* 1961), australischer Unternehmer
- Forrest, Anthony (* 1951), britischer Schauspieler, Komponist und Musikproduzent
- Forrest, Barbara (* 1952), US-amerikanische Philosophin
- Forrest, Chet (1915–1999), US-amerikanischer Pianist, Dirigent, Filmkomponist und Liedtexter
- Forrest, Craig (* 1967), kanadischer Fußballspieler
- Forrest, Dan (* 1978), US-amerikanischer Komponist und Pianist
- Forrest, Edwin (1806–1872), US-amerikanischer Schauspieler
- Forrest, Frederic (1936–2023), US-amerikanischer SchauspielerFrederic Forrest (1936–2023)

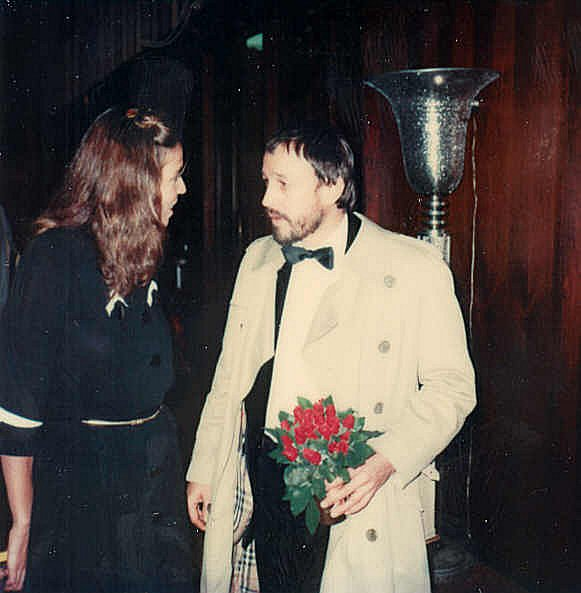
Frederic Forrest (1936–2023)

- Forrest, Gene (1931–2003), US-amerikanischer Musiker (Gesang, Piano) und Songwriter
- Forrest, George (1873–1932), schottischer Botaniker und Pflanzensammler
- Forrest, Gregg (* 1966), US-amerikanischer Schauspieler und Kinderdarsteller
- Forrest, Helen (1917–1999), US-amerikanische Sängerin
- Forrest, J. D. (* 1981), US-amerikanischer Eishockeyspieler und -trainer
- Forrest, James (* 1991), schottischer Fußballspieler
- Forrest, Jane (* 1962), australische Badmintonspielerin
- Forrest, Jimmy (1920–1980), US-amerikanischer Jazzmusiker (Tenorsaxofonist)
- Forrest, John (1847–1918), australischer Entdecker und Politiker
- Forrest, John F. (1927–1997), US-amerikanischer Offizier, Generalleutnant der US-Army
- Forrest, Katherine V. (* 1939), kanadische Schriftstellerin
- Forrest, Margaret (1844–1929), australische Illustratorin
- Forrest, Nathan Bedford (1821–1877), General des Heeres der Konföderierten Staaten von AmerikaNathan Bedford Forrest (1821–1877)

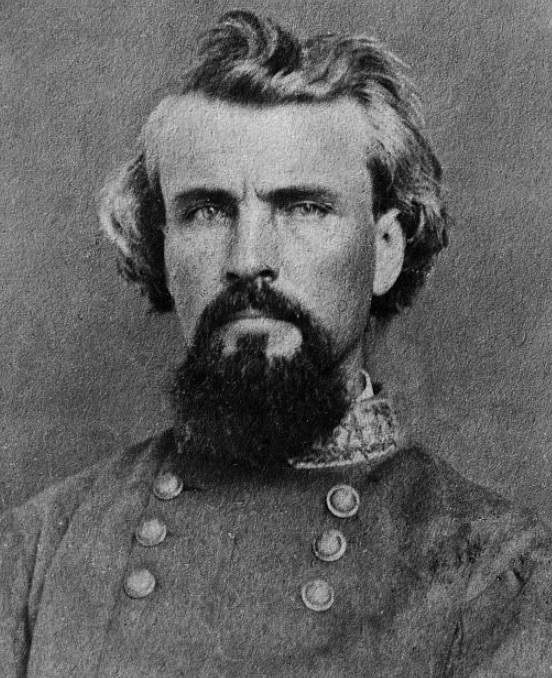
Nathan Bedford Forrest (1821–1877)

- Forrest, Nathan Bedford II (1871–1931), amerikanischer Geschäftsmann und Grand Dragon
- Forrest, Nathan Bedford III (1905–1943), US-amerikanischer Brigadegeneral
- Forrest, Patrick (1923–2021), britischer Chirurg
- Forrest, Sally (1928–2015), US-amerikanische Tänzerin und Filmschauspielerin der 1950er Jahre
- Forrest, Sidney (1918–2013), US-amerikanischer Klarinettist und Musikpädagoge
- Forrest, Stephanie (* 1958), US-amerikanische Informatikerin
- Forrest, Steve (1925–2013), US-amerikanischer Schauspieler
- Forrest, Ted (* 1964), US-amerikanischer Pokerspieler
- Forrest, Thomas (1747–1825), US-amerikanischer Politiker
- Forrest, Trevor (* 1971), britischer Kameramann
- Forrest, Uriah (1746–1805), US-amerikanischer Politiker
- Forrest, Vernon (1971–2009), US-amerikanischer Boxer
- Forrestal, James V. (1892–1949), US-amerikanischer PolitikerJames V. Forrestal (1892–1949)

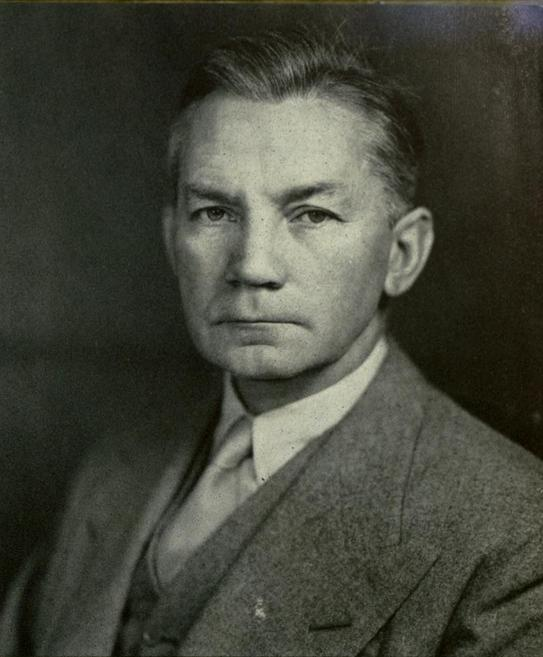
James V. Forrestal (1892–1949)

- Forrestal, Jason (* 1969), US-amerikanisch-albanischer Basketballspieler
- Forrestal, Terry (1948–2000), britischer Stuntman und Schauspieler
- Forrestall, Shanna, US-amerikanisch-kanadische Schauspielerin
- Forrester, Adam (* 2005), schottischer Fußballspieler
- Forrester, Bill (* 1957), US-amerikanischer Schwimmer
- Forrester, Bobby (1947–2002), US-amerikanischer Jazz- und R&B-Musiker (Orgel)
- Forrester, Chris (* 1992), irischer Fußballspieler
- Forrester, Elijah Lewis (1896–1970), US-amerikanischer Politiker
- Forrester, Eugene P. (1926–2012), US-amerikanischer Offizier, Generalleutnant der US-Army
- Forrester, Harry (* 1991), englischer Fußballspieler
- Forrester, Ian Stewart (* 1945), britischer Jurist
- Forrester, Janet Ngala (* 1936), australische Malerin der Aborigines
- Forrester, Jay Wright (1918–2016), US-amerikanischer Informatiker
- Forrester, Jenna (* 2003), australische Schwimmerin
- Forrester, John (1922–2002), neuseeländischer Maler
- Forrester, Lillian (* 1879), britische Suffragette
- Forrester, Maureen (1930–2010), kanadische Opern- und Konzertsängerin
- Forrester, Nicole (* 1976), kanadische Hochspringerin
- Forrester, Patrick G. (* 1957), US-amerikanischer Astronaut
- Forrester, Simon (1748–1817), Kapitän, Kaufmann und Reeder
- Forrester, Stephanie (* 1969), englische Triathletin
- Forrester, Thomas (1838–1907), neuseeländischer Architekt irischer Abstammung
- Forrester, Viviane (1925–2013), französische Schriftstellerin, Essayistin und Literaturkritikerin

### Forri
- Forristal, Laurence (1931–2018), irischer Geistlicher, römisch-katholischer Bischof von Ossory

### Forro
- Forrosuelo, Pete (* 1999), philippinischer Fußballspieler